# 大正忌憚魔女
《大正忌憚魔女》是創作的日本漫畫。開始連載於2022年7月27日發售的《月刊COMIC CUNE》2022年9月號，2025年4月25日發售的《月刊COMIC CUNE》2025年6月號發表最終回。已於2023年2月發售第1冊單行本，並發表紀念PV。

## 登場人物
夜迷（配音：桑原由氣）
9歲魔女。在父母過世後，與親戚住在一起。受到西洋魔女之村指派而來到日本研究魔法，預定滯留3年。
雅鳳麟（配音: 五十嵐裕美）
目標是成為小說家的女學生。拜影藤硅為師。
影藤
討厭魔女的小說家。曾在國外聽過魔女的傳聞。

## 出版書籍
| 冊數 | KADOKAWA       | KADOKAWA           |
| 冊數 | 發售日期       | ISBN               |
| ---- | -------------- | ------------------ |
| 1    | 2023年2月27日  | ISBN 9784046821461 |
| 2    | 2023年10月27日 | ISBN 9784046830326 |
| 3    | 2024年6月27日  | ISBN 9784046838117 |

## 外部連結
- 大正忌憚魔女 （页面存档备份，存于）（日語）